# Eveniment Miyake
Un eveniment Miyake este o creștere bruscă observată în producția de izotopi cosmogeni cauzată de razele cosmice. Acesta poate fi marcat de un vârf al concentrației izotopului radioactiv carbon-14 în inelele arborilor, precum și de beriliu-10 și clor-36 în carotele de gheață, toate datate independent.
Există dovezi puternice că evenimentele Miyake sunt cauzate de ejecții extreme de particule solare și că acestea sunt probabil legate de super-erupțiile stelare descoperite pe stele de tip solar. Cu toate acestea, nu a fost încă stabilită o origine unică pentru toate evenimentele cunoscute, iar unele ar putea fi cauzate de alte fenomene cosmice, cum ar fi o explozie de raze gamma.

## Descriere
În prezent, sunt cunoscute cinci evenimente semnificative (7176 î.Hr., 5259 î.Hr., 660 î.Hr., 774 și 993) pentru care vârful de carbon-14 este destul de semnificativ, prezentând o creștere de peste 1% pe o perioadă de 2 ani, iar alte patru evenimente (12350 î.Hr., 5410 î.Hr., 1052 și 1279) necesită confirmare independentă. Nu se știe cu certitudine cât de des apar evenimentele Miyake, dar, pe baza datelor disponibile, perioada este estimată între 400 și 2400 de ani.
Există dovezi solide că evenimentele Miyake sunt cauzate de ejecții solare extreme de particule și că acestea sunt probabil legate de super-erupțiile descoperite pe stele de tip solar. Deși evenimentele Miyake se bazează pe creșteri extreme ale concentrației de carbon-14 la scara unui an, durata perioadei de creștere sau de platou poate depăși uneori un an.
Cu toate acestea, nu a fost încă stabilită o origine unică pentru toate evenimentele cunoscute, iar unele dintre acestea ar putea fi cauzate de alte fenomene cosmice, cum ar fi o explozie de raze gamma.
Un vârf de carbon-14 raportat recent, survenit în 12350 î.Hr., ar putea reprezenta cel mai mare eveniment Miyake cunoscut. Acesta a fost identificat într-un studiu realizat de o echipă științifică internațională care a măsurat nivelurile de radiocarbon în copacii antici recuperați de pe malurile erodate ale râului Drouzet, lângă Gap, în Alpii de Sud din Franța. Conform studiului inițial, acest nou eveniment este de aproximativ două ori mai puternic decât vârfurile din 774 și 993, însă puterea furtunii solare corespunzătoare este încă necunoscută. Cu toate acestea, evenimentul din 12350 î.Hr. nu a fost încă confirmat în mod independent în lemnul din alte regiuni și nici nu este susținut în mod fiabil de un vârf corespunzător în alți izotopi precum beriliu-10 și clor-36.
Un eveniment Miyake care ar avea loc în condiții moderne ar putea avea consecințe semnificative asupra infrastructurilor tehnologice ale lumii, cum ar fi sateliții și rețelele de telecomunicații și de electricitate.

## Descoperirea
Aceste evenimente poartă numele fizicienei japoneze Fusa Miyake care, în timpul pregătirii tezei sale de doctorat, a fost prima care a identificat aceste vârfuri de radiocarbon și a publicat rezultatele împreună cu coautorii săi în 2012 în revista Nature. Studiul efectuat la momentul respectiv a evidențiat o creștere importantă a carbonului-14 în inelele anuale ale cedrilor japonezi pentru anii 774-775. Evenimentul din 775 a fost, de asemenea, descoperit independent în același an de către Gennady A. Kovaltsov și Ilya Usoskin, folosind date etalonate cu rezoluție scăzută de la IntCal.
În 2013, Fusa Miyake și coautorii săi au publicat descoperirea unui alt vârf de radiocarbon similar datat 993-994. În decembrie 2013, ea a obținut doctoratul la Universitatea din Nagoya, Japonia.